# 298

## Догађаји
- Конзули Марко Јуније Цезоније Никомах Аниције Фауст Павлин и Вирије Гало - римски конзули.
- Са сасанидским Ираном закључен је Нисибиски споразум, који је био користан за Рим и трајао је 40 година. Персијанци су предали Месопотамију Римљанима и признали римски протекторат над Јерменијом и Иберијом. Граница је успостављена дуж Тигра.
- Замуд Јерусалимски, епископ Јерусалима (298-300)

### Јун
- 25. јун - прстенасто помрачење Сунца, 36. помрачење осамдесетог Сароса (централно помрачење Сароса). Подручје његове најбоље видљивости налазило се у средњим и суптропским географским ширинама северне хемисфере.

### Децембар
- 21. децембар - прстенасто помрачење Сунца, 27. помрачење осамдесет петог Сароса. Подручје његове најбоље видљивости су екваторијалне и тропске географске ширине северне хемисфере.

## Рођења
- Атанасије Велики један од грчких црквених отаца.
- Фауста из Кизика  ранохришћанска мученица из града Кизика.

## Смрти
- Википедија:Непознат датум — Свети мученик Александар Словен - хришћански светитељ.
- Википедија:Непознат датум — Свети мученик Солохон - хришћански светитељ.

- Ахилеј - римски цар узурпатор.
- Јерон Мелитински – Свети мученици Јерон.
- Марцел из Танжера, хришћански светац, мученик.
- Чекје (Бекче) је девети владар раносредњовековне корејске државе Пекче.